# سقوط یوکاتان

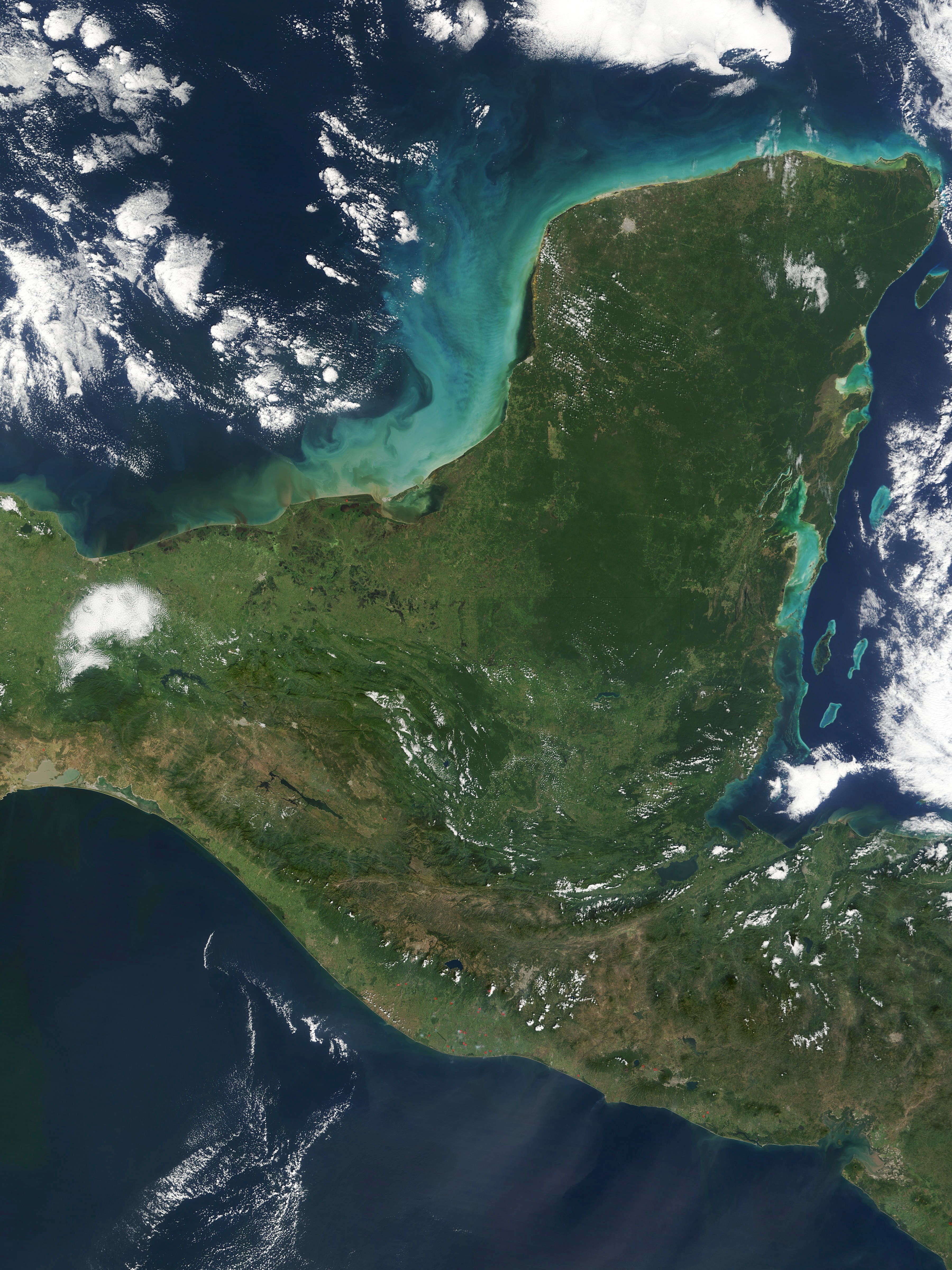
سقوط یوکاتان

سقوط یوکاتان پیشامدی در دوره پساکلاسیک مایاهاست که طی آن در پی ورود مهاجمان اسپانیایی و وقوع درگیری شبه جزیره یوکاتان از دست مایاها خارج شد و به امپراتوری اسپانیا پیوست. از مهم‌ترین عوامل این شکست مایاها بجز بهره‌گیری اروپاییان از سلاح گرم، شیوع گسترده بیماری آبله میان بومیانی بود که بدنشان برابر این بیماری تازه‌وارد آسیب‌پذیر بود. بدنبال آن کنترل این مناطق بدست کنکیستادورها افتاد. از آغاز نخستین برخوردها در ۱۵۱۱ تا پایان فتح کامل یوکاتان در ۱۵۴۶ بیش از ۳۵ سال زمان گذشت.

## مطالعه بیشتر
- Graham, Elizabeth; David M. Pendergast; Grant D. Jones (8 December 1989). "On the Fringes of Conquest: Maya-Spanish Contact in Colonial Belize". Science. New Series. American Association for the Advancement of Science. 246 (4935): 1254–1259. Bibcode:1989Sci...246.1254G. doi:10.1126/science.246.4935.1254. JSTOR 1704619. PMID 17832220. S2CID 8476626. (نیازمند آبونمان)
- Roukema, E. (1956). "A Discovery of Yucatan Prior to 1503". Imago Mundi. Imago Mundi, Ltd. 13: 30–38. doi:10.1080/03085695608592123. ISSN 0308-5694. JSTOR 1150238. OCLC 4651172881. (نیازمند آبونمان)

الگو:Spanish colonization of the Americas